# Boston Braves
Die Boston Braves waren ein US-amerikanisches Eishockeyfranchise der American Hockey League aus Boston, Massachusetts. Die Spielstätte der Braves war der Boston Garden.

## Geschichte
Die Boston Braves wurden 1971 als Franchise der American Hockey League gegründet, in der sie die folgenden drei Jahre lang aktiv waren. Das Franchise entstand, da die Boston Bruins aus der National Hockey League ein Farmteam in derselben Stadt und mit dem Boston Garden in der gleichen Arena haben wollten aufgrund der ansteigenden Popularität des Eishockey in New England. Gleich in ihrer ersten Spielzeit in der AHL erreichten die Braves in der Saison 1971/72 als Sieger der East-Division die Playoffs, in denen sie erst in der zweiten Runde mit 0:4 an den Nova Scotia Voyageurs scheiterten. Auch im nächsten Jahr erreichten die Braves erneut die zweite Playoff-Runde, in der sie zum zweiten Mal den Nova Scotia Voyageurs in einem Sweep unterlagen.
Nachdem die Boston Braves in der Saison 1973/74 erstmals die Playoffs um den Calder Cup verpasst hatten und durch das Abflauen des Hockey Booms in New England die Zuschauerzahlen deutlich sanken, ließen die Boston Bruins ihr Farmteam inaktiv werden und fanden in den Rochester Americans einen neuen Kooperationspartner. Obwohl die Bruins ein neues Farmteam hatten ließen sie die Boston Braves bis 1987 inaktiv, ehe sie die Rechte am Franchise an die Winnipeg Jets verkauften, die es nach Moncton, New Brunswick, umsiedelten, wo es unter dem Namen Moncton Hawks in der AHL aktiv war.

## Saisonstatistik
Abkürzungen: GP = Spiele, W = Siege, L = Niederlagen, T = Unentschieden, OTL = Niederlagen nach Overtime SOL = Niederlagen nach Shootout, Pts = Punkte, GF = Erzielte Tore, GA = Gegentore, PIM = Strafminuten
| Saison  | GP | W  | L  | T  | OTL | SOL | Pts | GF  | GA  | Platz     | Playoffs                        |
| 1971/72 | 76 | 41 | 21 | 14 | —   | —   | 96  | 260 | 191 | 1., East  | Niederlage in der zweiten Runde |
| 1972/73 | 76 | 34 | 20 | 13 | —   | —   | 81  | 248 | 256 | 2., East  | Niederlage in der zweiten Runde |
| 1973/74 | 76 | 23 | 30 | 13 | —   | —   | 59  | 239 | 297 | 5., North | nicht qualifiziert              |

## Team-Rekorde

### Karriererekorde
Spiele: 214  Neil Murphy
Tore: 68  Bob Gryp
Assists: 80  Rich LeDuc
Punkte: 144  Rich LeDuc
Strafminuten: 227  Rich LeDuc